# Ante Ninčević
Ante Ninčević je bivši hrvatski nogometaš.
Igrao je za RNK Split na mjestu napadača. U prvoligaškoj sezoni 1957./58. nastupio je 18 puta i dao 3 gola.